# Hospital de Santa Caterina
El Hospital de Santa Caterina es un edificio histórico, antiguo hospital de caridad y más tarde, en el siglo XVII, Hospital Real ubicado en la céntrica plaza del Hospital de Gerona. Tras una larga historia y con diferentes usos, reabrió sus puertas como hospital de día y centro de servicios territoriales de la Generalidad de Cataluña el 18 de septiembre de 2004. Dependiente del Instituto de Asistencia Sanitaria (IAS), es parte del Parque Hospitalario de la capital gerundense.

## Historia
El viejo solar del edificio del Antiguo Hospital de Santa Caterina tuvo un origen tardo medieval. En un primer momento, fue hospital de caridad y acogía a huérfanos, peregrinos y enfermos. Hacia 1571, aparece ya como Hospital Real, en época del rey Felipe II, después de sufrir una remodelación. El escudo conservado a la entrada del patio de las Magnolias del edificio actual lo demostraría. Más tarde, en el siglo XVII, entre los años 1666 y el 1679, se vuelve a adaptar como Hospital de Santa Caterina para satisfacer las necesidades básicas de salud de la población de la ciudad y su comarca. 
En 1985 pasó a formar parte de la Red Hospitalaria de la Generalidad de Cataluña. En 2004, con la inauguración del nuevo hospital de Salt, llegó el cierre del histórico Hospital de Santa Caterina en la plaza del Hospital. Ese año de 2004 salieron a concurso las obras para hacer del viejo hospital de Santa Caterina una oficinas de la Generalidad. Las obras de acondicionamiento se realizaron entre 2006 y 2009. Hoy en día, el nuevo hospital comarcal ofrece servicios en el Gironés y la Selva inferior. La población a la cual atiende es de aproximada 144.000 personas en una superficie de 28.340 m² y con de 222 camas distribuido en 5 unidades de hospitalización.

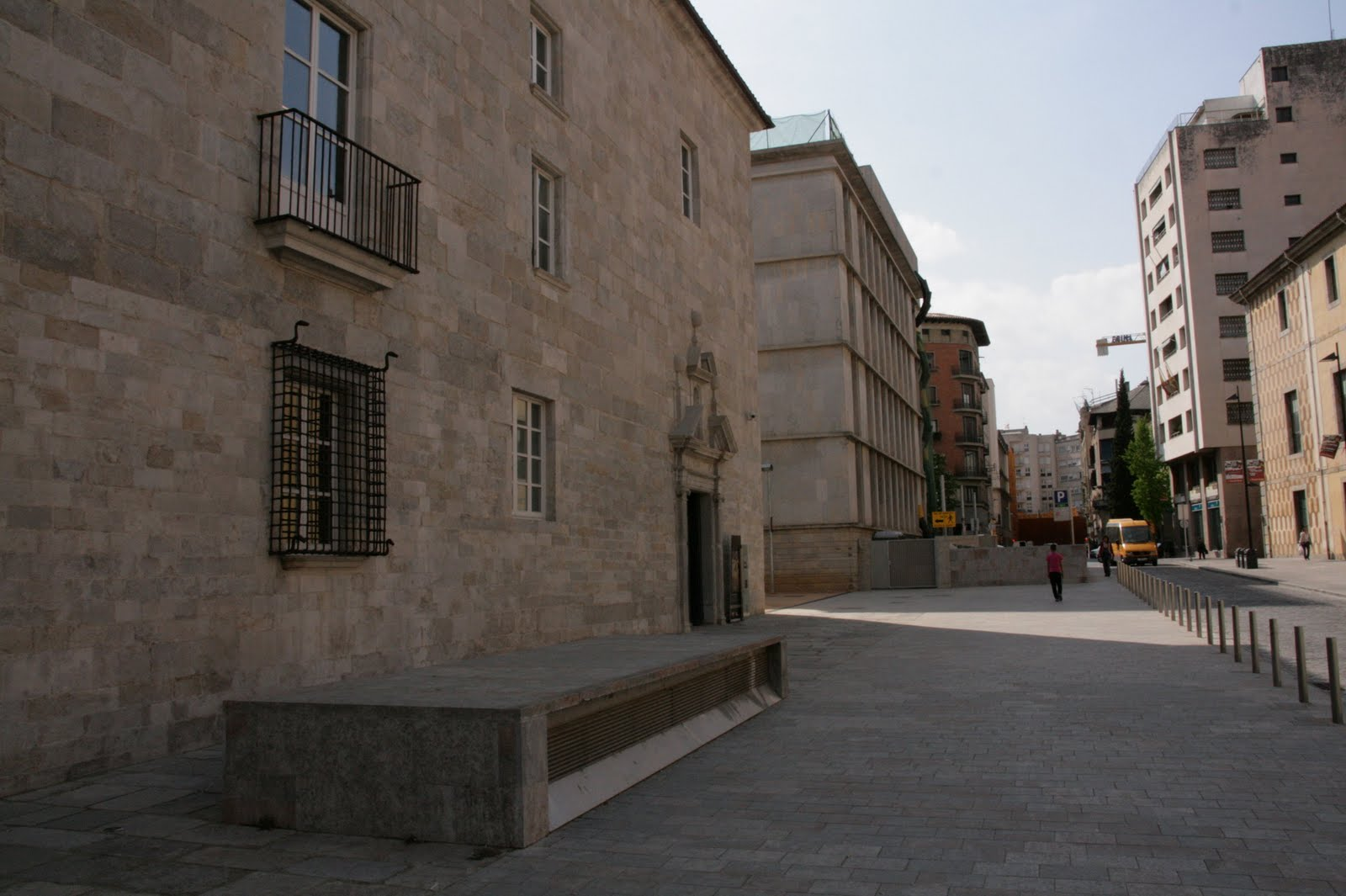
Edificio actual de la Generalidad de Cataluña

## Servicios Asistenciales
Actualmente, el Hospital de Santa Caterina tiene toda una cartera de servicios para ofrecer. Es referente en Curas Paliativas en las Comarcas gerundenses y en Salud Mental. Los servicios que ofrece el centro sanitario se pueden obtener a consultas externas, Centros de Atención Primaria (NINGUNA's),urgencias o unidades de hospitalización.
Los servicios del hospital son: Anestesia, Reanimación y Terapéutica del dolor, Cirugía general, Cirugía plástica y reparadora, Dermatología, Curas paliativas, Ginecología y Obstetricia, Medicina interna ( en este servicio hay diferentes especialidades: cardiología, neumología, infecciosos, digestivo, medicina tropical y reumatologia), Medicina del deporte, Neurología, Oftlamologia, Oncología, Otorinonaringologia, Pediatría, Radiología, Traumatología y cirugía ortopèdica, Salud Internacional, Urología, Urgencias.

## Gerencia
El año 2012, el Departamento de Salud, con la voluntad de crear alianzas estratégicas principalmente entre el Hospital Universitario Doctor Josep Trueta, gestionado por el Instituto Catalán de la Salud (ICS Girona), y el Hospital de Santa Caterina, gestionado por el Instituto de Asistencia Sanitaria (IAS), inicia un nuevo proyecto que integra la gestión de ambas organizaciones bajo una sola gerencia.